# K-1
K-1是世界踢拳搏擊赛事品牌，於1993年创办。K-1中的“K”代表着Kungfu功夫、Karate空手道、Kickboxing踢拳等站立格斗技。“1”即代表着第一和顶级的意思。